# Pia Zadora
Pia Zadora (Hoboken, Nueva Jersey; 4 de mayo de 1954) es una actriz y cantante estadounidense. Después de trabajar en teatro en Broadway a edad infantil, logró la atención nacional en 1982 al protagonizar la película sobre incesto Butterfly, junto a Stacy Keach y Orson Welles, por la cual recibió un Globo de Oro. Este filme fue doblemente polémico, por su argumento y porque se rumoreó que el citado premio a Pia Zadora había sido comprado por su marido, un magnate de Las Vegas. A partir de entonces, su carrera como actriz no llegó a despegar y generó críticas negativas casi unánimes; de hecho, Zadora ha sido premiada tres veces con el Razzie o anti-Oscar. En una mezcla de sarcasmo y simpatía, el director John Waters (quien le dio un papel en Hairspray) la definió como «mi peor actriz favorita».
Cuando la faceta actoral de Pia Zadora decayó, centró su atención en la música. Logró éxito en Europa con el dueto pop con Jermaine Jackson "When the Rain Begins to Fall" (1984), se codeó en recitales con Frank Sinatra y se ganó un mayor respeto por parte de la crítica. Ha versionado temas clásicos de la música popular (standards) acompañada por una orquesta sinfónica. Con todo, la imagen pública de Pia Zadora está marcada por una carrera artística desigual, con sonados altibajos, y por pintorescas noticias de su vida privada.

## Vida y carrera
Pia Zadora, de nombre real Pia Alfreda Schipani, nació el 4 de mayo de 1953 en Hoboken. Sus padres pertenecían al mundillo del espectáculo: Su padre, Alphonse Schipani, era un violinista de origen italiano, y su madre, Saturnina Zadorowski, de raíces polacas, cumplía labores de sastrería en el Metropolitan Opera House de Nueva York y en producciones de Broadway. Pia adoptó el apellido artístico Zadora adaptando el apellido de su madre.
Considerada una niña prodigio, Pia pisó los escenarios desde la infancia: Trabajó con Tallulah Bankhead en la obra Midgie Purvis, y en 1964, con tan sólo 11 años, tuvo un papel en las funciones del musical El violinista en el tejado en Broadway.

### Cine
Los prometedores inicios de Pia Zadora como actriz se torcieron cuando participó en el fracasado filme de ciencia ficción infantil Santa Claus Conquers the Martians (1964), que fue recibido con pésimas críticas. En el filme, Pia cantaba el tema "Hooray for Santy Claus". Contra todo pronóstico esta canción alcanzaría popularidad décadas después, en 1991, al sonar en la serie televisiva Mystery Science Theater 3000; también la película ha alcanzado el estatus de culto, más que nada como ejemplo de producto camp o grotesco.
La carrera de la joven actriz se estancó durante casi una década hasta que en 1972, con 19 años, conoció al rico empresario israelí Meshulam Riklis, de 51 años; se casaron en 1977 y él la relanzó en prensa y televisión al elegirla como modelo para anunciar el vino dulce Dubonnet, cuya distribución él mismo gestionaba. También era propietario de la cadena de tiendas McCrory y copropietario del famoso hotel-casino Riviera, uno de los más famosos de Las Vegas. Años después los contactos del magnate Riklis abrirían a Pia Zadora las puertas de «la ciudad del juego», de modo que actuó en varios locales y llegaría a telonear a Frank Sinatra en alguna de sus giras.
En 1982, Pia Zadora volvió al cine protagonizando Butterfly, adaptación de una polémica novela de James M. Cain cuyo argumento giraba alrededor de un incesto entre padre e hija. Para esta producción, Pia grabó la canción "It's Wrong For Me To Love You" ("Amarte es malo para mí"). A pesar de la participación de dos grandes figuras, Stacy Keach y Orson Welles, el filme polarizó a los críticos: Zadora ganó un Globo de Oro a la "Mejor nueva estrella del año" sin que la película se hubiese estrenado en los cines, derrotando injustamente a Kathleen Turner, nominada por Fuego en el cuerpo. Se rumoreó que Zadora consiguió el premio gracias a una campaña promocional pagada por su marido, valorada en 2 millones de dólares, que incluyó invitar a miembros del jurado al Riviera de Las Vegas, donde ella cantaba. La controversia fue tal, que se abrió una investigación y la categoría de "nueva estrella" fue eliminada de los Globos de Oro. Irónicamente, Pia fue premiada en el mismo año por los Razzies (anti-Oscars): "Peor actriz" y "Peor nueva estrella".
A pesar de ello, Pia Zadora protagonizó otros dos filmes en poco tiempo: La comedia carcelaria Fake-Out (también titulada Nevada Heat, 1982), con Telly Savalas y Desi Arnaz Jr.; y The Lonely Lady (1983), donde encarnó a una joven guionista que es violada (por un joven Ray Liotta, en uno de sus primeros papeles) y luego se ve obligada a explotar su cuerpo para prosperar. Para esta segunda cinta, Pia versionó una canción de los años 60, "The Clapping Song", con la que llegó al U.S. Top 40. Fue un éxito que le sirvió de consuelo cuando los Razzies volvieron a ensañarse con ella: La premiaron otra vez como peor actriz, y en 1990 terminaría siendo nombrada "Peor nueva estrella de la década".
En 1983, Pia Zadora posó semidesnuda para la revista Penthouse, y en 1985 rodó la comedia musical Voyage of the Rock Aliens, en la que enamoraba a un extraterrestre. Esta producción fue pensada en parte para relanzar musicalmente a su protagonista, de modo que su banda sonora incluyó seis temas extraídos del álbum Let's Dance Tonight (1984). Uno de ellos, "When the Rain Begins to Fall", lo grabó Pia a dúo con Jermaine Jackson, llegando al número 1 en varios países europeos.
En 1988, Zadora tuvo un breve papel en Hairspray de John Waters. A partir de entonces, redujo su actividad en el cine; hizo cameos en las comedias Troop Beverly Hills en 1989, protagonizada por Shelley Long, y Naked Gun 33⅓: The Final Insult (Agárralo como puedas 33⅓: El insulto final), tercera entrega de la taquillera saga protagonizada por Leslie Nielsen en 1994.

### Música
Aunque como actriz Pia Zadora recibió mayormente críticas hostiles, sí alcanzó mayores logros como cantante. Tal como se ha dicho, su versión de "The Clapping Song" entró en las listas de éxitos en 1983, y dos años después su dueto con Jermaine Jackson "When the Rain Begins to Fall" ("Si se pone a llover"), tuvo repercusión internacional. A fin de promocionar esta canción se grabó un vídeo musical en Italia, país a donde Zadora llevó a Jackson en un jet privado; las malas lenguas dijeron que el avión lo puso su marido y que la ambientación del vídeo en un pueblecito de pescadores, no encajaba en el argumento de la película.[cita requerida]
En el mismo año 1985, Pia Zadora fue nominada a un premio Grammy a la mejor interpretación rock femenina por su canción "Rock It Out", pero el trofeo se lo llevó Tina Turner por "Better Be Good To Me".
Poco después, y siguiendo los consejos de Frank Sinatra, nacido en Hoboken como ella y con quien actuó como telonera, Pia probó a grabar temas del cancionero melódico americano (standards): En 1985 grabó con la London Philharmonic Orchestra el álbum Pia & Phil, y poco después publicó I Am What I Am.
A finales de la década, Zadora intentó reinventarse como diva de discotecas: En 1988, recurrió a los productores Jimmy Jam y Terry Lewis para grabar el álbum When Lights Go Down. Para el sencillo "Dance Out of My Head", colaboró el remezclador Shep Pettibone, que poco después se haría famoso por sus trabajos con Madonna, pero la canción no entró en las listas de éxitos y el álbum solamente se publicó en Europa. En 1989, la cantante produjo otro álbum, Pia Z, con Narada Michael Walden, pero tampoco este llegó a despegar comercialmente, aunque fue respaldado con remixes de los cerebros de C+C Music Factory. Luego regresó al repertorio melódico con el álbum Pia Today!, que tuvo una modesta distribución.
En 1994, tuvo un breve papel en una entrega de la saga fílmica Agárralo como puedas, donde cantó parodiando una actuación en los Óscars. En esa época se comercializó por teletienda Platinum Collection, un lote que reeditaba sus tres álbumes de standards. Grabó otro disco similar, Only for Romantics, que tuvo poca difusión.

### Últimas apariciones: cabaret y TV
En 2011 Pia Zadora reapareció con un espectáculo de cabaret titulado Pia Zadora: Back Again, And Standing Tall (Pia Zadora: de regreso, y en pie). Ofreció funciones de este show en Palm Beach Gardens, Boca Raton y San Francisco (California).
En 2012, cantó con una orquesta sinfónica en Palm Desert, y participó en el programa de televisión Celebrity Ghost Stories contando sus vivencias paranormales. En 2014-15, la cantante seguía actuando en Las Vegas con el show Pia Reloaded.

## Vida privada
El nombre de Pia Zadora ha sido recurrente en los medios de comunicación tanto por su irregular carrera, como por su pintoresca vida privada.

### Un fantasma en casa
Se casó por primera vez en 1977, a los 23 años de edad, con un acaudalado hombre de negocios de 54, Meshulam Riklis, quien la respaldó económicamente en varios de sus proyectos. A partir de 1988 la pareja se vio envuelta en una controversia pública cuando adquirió por casi 7 millones de dólares una mansión histórica del antiguo Hollywood, Pickfair Manor, que había sido residencia de Mary Pickford y Douglas Fairbanks. En menos de dos años el edificio fue demolido, dejándose en pie tan sólo las casas de invitados, y en su solar se construyó una nueva casa de 2.300 m², de estilo veneciano en la que se colgó un retrato de Pia desnuda.
La demolición de Pickfair generó críticas de varias celebridades, como el hijo de Fairbanks, Douglas Jr., dado que la casa anterior entrañaba valor histórico por las muchas figuras del cine y la alta sociedad que la habían visitado: el presidente Franklin D. Roosevelt, los duques de Windsor, Greta Garbo, Arthur Conan Doyle... Inicialmente Pia Zadora argumentó que la casa era irrecuperable, por un ataque de termitas, pero en 2012 reveló que ella y su marido decidieron demolerla porque notaban la presencia de un fantasma: el espectro de una mujer que supuestamente había fallecido en la casa siendo amante de Fairbanks. Todo este culebrón mediático fue reflejado por Debbie Harry e Iggy Pop cuando grabaron a dúo la canción "Well, Did You Evah!".
Pia Zadora y Meshulam Riklis se divorciaron en 1993 tras haber tenido dos hijos en común y Zadora se quedó con la propiedad, hasta que la vendió en 2005 o 2006 a un hombre de negocios coreano por 17,65 millones de dólares.

### Dos matrimonios más
En agosto de 1995 Pia Zadora contrajo matrimonio con el director y escritor Jonathan Kaufer; este enlace duró seis años y tuvo como fruto el tercer hijo de la artista: Jordan Maxwell, quien sufre autismo y que en 2013 generaría una polémica noticia por maltrato doméstico.
En 2005 Pia se casó por tercera vez, en esta ocasión con un detective de la policía de Las Vegas. Se conocieron cuando ella llamó a la policía para denunciar un delito de acoso. La pareja vive actualmente en la lujosa localidad residencial de Summerlin en Nevada.

### 2013: detenida por maltrato
En julio de 2013 Pia Zadora fue detenida por la policía tras un incidente familiar: discutió con su hijo Jordan Maxwell porque era de noche y este no quería entrar en casa para acostarse, y la pelea derivó en una (supuesta) agresión física de ella a él. La cantante pasó la noche en una celda y salió mediante el pago de una fianza de 4.000 dólares.

## Filmografía

### Películas
| Año  | Título                            | Rol             | Notas |
| ---- | --------------------------------- | --------------- | ----- |
| 1964 | Santa Claus Conquers the Martians | Girmar          |       |
| 1982 | Butterfly                         | Kady Tyler      |       |
| 1982 | Fake-Out                          | Bobbie Warren   |       |
| 1983 | The Lonely Lady                   | Jerilee Randall |       |
| 1984 | Voyage of the Rock Aliens         | Dee Dee         |       |
| 1985 | Feel the Motion                   | Ella misma      |       |
| 1988 | Hairspray                         | Beatnik Chick   |       |
| 1989 | Troop Beverly Hills               | Ella misma      |       |
| 1994 | Naked Gun 33⅓: The Final Insult   | Ella misma      |       |

### Televisión
| Año  | Título                      | Rol                | Notas                 |
| ---- | --------------------------- | ------------------ | --------------------- |
| 1983 | Pajama Tops                 | Babette Latouche   | Película para TV      |
| 1990 | Mother Goose Rock 'n' Rhyme | Little Miss Muffet | Película para TV      |
| 1995 | Favorite Deadly Sins        | Ella misma         | Película para TV      |
| 1999 | Frasier                     | Jill               | 1 episodio (solo voz) |

### Teatro
- The Garden of Sweets (1961)
- Midgie Purvis (1961)
- A Gift of Time (1962)
- We Take the Town (1962)
- Fiddler on the Roof (1965)
- Henry, Sweet Henry (1967)
- Dames at Sea (1968)
- Little Mary Sunshine (1970)
- Applause (1972)
- Promises, Promises (1973)
- Damn Yankees (1976)
- Funny Girl (1991)
- Crazy for You (1995)

## Discografía

### Estudio
- 1982: Pia
- 1984: Let's Dance Tonight
- 1985: Pia & Phil
- 1986: I Am What I Am
- 1988: When the Lights Go Out
- 1989: Pia Z
- 1989: Pia Today!
- 1993: Only for Romantics
- 1993: The Platinum Collection

## Premios y nominaciones

### Golden Globe
- Premio: Nueva estrella del año, Butterfly (1981)

### Golden Raspberry
- Premio: Peor estrella nueva, Butterfly (1983)
- Premio: Peor actriz, The Lonely Lady (1984)
- Premio: Peor estrella nueva de la década, Butterfly and The Lonely Lady (1990)
- Nominación: Peor actriz de la década, Butterfly and The Lonely Lady (1990)
- Nominación: Peor actriz del siglo, Voyage of the Rock Aliens, Butterfly, y The Lonely Lady (2000)

### Golden Apple
- Premio: Sour Apple (1982)

### Grammy
- Nominada: Mejor performance vocal femenina, por "Rock It Out" (1985)[4]